# 阎家沟水库
阎家沟水库是中国四川省广元市苍溪县境内的一座水库，位于嘉陵江小支流阎家沟上，建于1985年。水库正常库容为668万立方米，集雨面积为7平方千米，海拔为546.4米。